# زونیگوفو
شهر زونیگوفو (به روسی: Звенигово) در کشور روسیه و در جمهوری ماری ال واقع شده‌است.